# Calofulcinia oxynata
Calofulcinia oxynata es una especie de mantis de la familia Iridopterygidae.

## Distribución geográfica
Se encuentra en  Queensland (Australia).